# Suzerain
Suzerain è un termine derivato dal francese medio souserain, utilizzato in due diversi contesti, con accezioni strettamente affini dal punto di vista semantico:
- nella terminologia del diritto feudale, il termine indica una figura gerarchicamente sovraordinata rispetto agli altri signori feudali il cui status, nonostante la posizione sommitale, non è da confondere con il sovrano: si trattava di un «signore dei signori» o un «signore superiore», come lo erano, ad esempio, anche i re e gli imperatori.[3][4] Da confrontare con l'inglese overlord.[4] Il termine è attestato tardivamente, forse dal XIV secolo[5].
- in politica internazionale, il termine viene usato nel contesto di relazioni inter-statali di egemonia, in cui uno «Stato dominante controlla i rapporti internazionali di uno Stato vassallo, permettendogli l'esercizio della sovranità sulle questioni interne»[4].

Il rapporto sottostante, in entrambi i casi, è indicato come suzeraineté, reso in inglese con suzerainty

## Europa feudale
Nel contesto feudale dell'Europa medievale, il termine indica la figura di un supremo signore feudale al quale i vassalli erano tenuti a corrispondere un tributo, a rendere omaggio feudale e a garantire appoggio in caso di guerra. Da questa definizione discende che la figura del suzerain assume significato solo in funzione dell'instaurazione di rapporti di vassallaggio: essa deve essere quindi tenuta ben distinta da forme di signoria feudale, come la bannale o la fondiaria, almeno fintantoché queste ultime non detengano rapporti di supremazia con valvassori.
Erano dei meri suzerain, ad esempio, tutti i primi re della dinastia capetingia.
In passato, soprattutto dai feudisti dell'ancien régime, il termine è stato a volte usato in modo contraddittorio per designare il signore destinatario dell'omaggio feudale. Nelle parole di Marc Bloch: "si consideri Paolo, che ha prestato omaggio a Pietro, il quale l'ha prestato a Giacomo. Giacomo – e non Pietro – sarà il «signore suzerain», o, in breve, il suzerain di Paolo: vale a dire il signore superiore [...]. In altri termini, il mio suzerain è il signore del mio signore, non il mio signore diretto".
Teoricamente, erano tenuti a rendergli atto di omaggio feudale tutti i più grandi feudatari, ma, nella realtà, questi ultimi disponevano di un autonomo potere di investitura nei confronti di propri vassalli potendo così esercitare un'autorità politica nella cuinsfera il suzerain, di fatto, non aveva reale potere d'intervento, neppure per dirimere eventuali dispute. Prima del XIII secolo, infatti, il suzerain, oltre a quanto gli proveniva dal rapporto vassallatico, non riceveva dalla posizione ricoperta alcun diritto proprio. L'unica possibilità di ingerirsi nei rapporti sottostanti poteva nascere dalla sua competenza a decidere in appello i ricorsi dei valvassori contro la giurisdizione esercitata dai vassalli; ma si trattava più di un dovere che di un diritto proprio.
Poiché, inoltre, era nel potere dei vassalli la creazione di valvassori, ne seguiva di fatto la genesi di concatenazioni di relazioni feudali che dal suzerain passavano attraverso i vassalli, o tenenti in capo, e da questi ultimi ai valvassori, o sotto-tenenti. 

La garanzia di tenuta di questa catena, che a volte sottendeva anche pregresse relazioni di parentela, era affidata a un patto di reciproca fedeltà, suggellato da un giuramento; questo legame, pur permanente e inscindibile, era comunque sottoposto a una clausola condizionale: l'obbligo di fedeltà, infatti, veniva meno di fronte alla diffidatio, cioè all'infrazione del patto effettuata da una delle parti. Il vincolo poi, di cui va sottolineata la natura pattizia, non si trasmetteva tacitamente agli eredi dei vassalli: perché esso si perpetuasse agli eredi era richiesto il suggello di una nuova cerimonia di investitura.

### Differenza tra status disuzeraine sovranità
Per via di queste sue caratteristiche, il suzerain, signore dei signori, figura primaziale tra i potenti feudali, non deteneva il pieno controllo sulla soggiacente concatenazione di rapporti feudali di vassallaggio che promanava dalla sua posizione apicale. Già per questi motivi, è evidente come la figura politica del suzerain non possa essere considerata investita di un potere e di un'autorità esercitabili in maniera esclusiva, cioè quelle prerogative che definiscono ciò che, in una parola, oggi si intende per sovranità.
Vi è inoltre, a questo proposito, un altro elemento da tener presente nel considerare il potere espresso dal suzerain attraverso la citata concatenazione. I rapporti vassallatici nascevano e si fondavano su un terreno contrattuale, come obbligazioni sinallagmatiche interpersonali, liberamente contratte tra uomini liberi. La stessa natura pattizia investiva i rapporti tra vassalli e valvassori: di conseguenza, nessun obbligo legava questi ultimi al suzerain, il cui potere poteva affidarsi solo alla tenuta dei rapporti tra i soggetti della catena.
Fa totalmente difetto, in capo al suzerain, l'elemento fondante della sovranità, vale a dire l'intima connessione dell'autorità con un potere di tipo statale, intendendosi questo come finalizzato a farsi carico della gestione della cosa pubblica.

### Evoluzione verso la sovranità

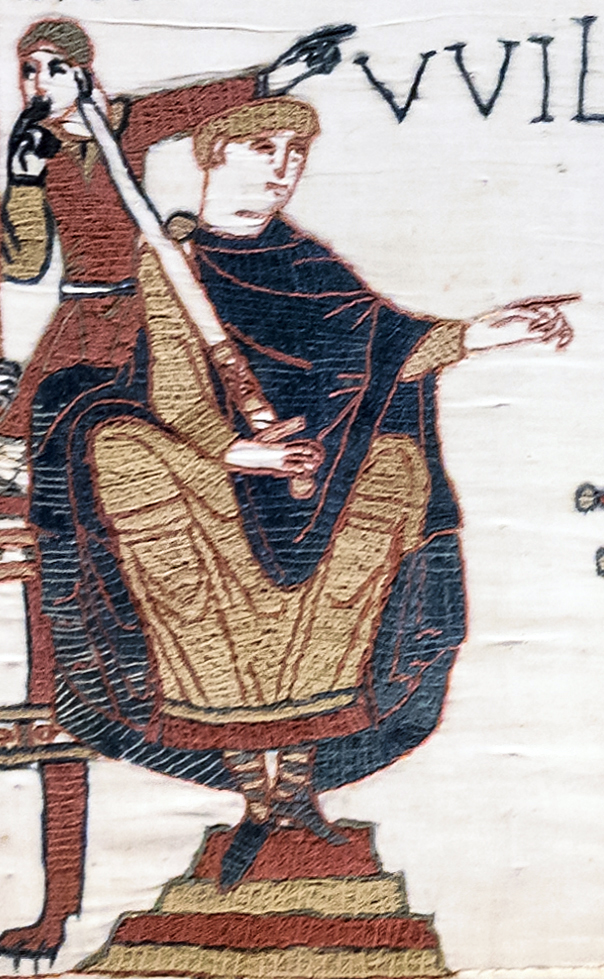
Guglielmo il Conquistatore, nell'Arazzo di Bayeux.

Si può dire che il concetto di sovranità del potere regale, retaggio dell'Antichità sopravvissuto anche nei regni di epoca barbarica, si sia affievolito o addirittura eclissato nell'interludio feudale, per riprendere sostanzialmente vigore solo nel XII secolo, epoca di rinascita culturale in cui si assiste a una ripresa del diritto romano, consolidatasi poi nel XIII secolo.

#### Il caso di Guglielmo il Conquistatore
Un esempio tratto dalla storia può servire a far maggior luce su come, però, già nell'XI secolo, il processo di espansione del potere individuale potesse evolvere verso la sovranità: è il caso di Guglielmo il Conquistatore dopo la battaglia di Hastings e la conquista normanna dell'Inghilterra: questi, avendo reso pervasivo e capillare il proprio potere di controllo grazie all'istituzione del Domesday Book, convocò i feudatari a Salisbury. Lì, nel 1086, riuscì a ottenere il giuramento di fedeltà anche dai vassalli, allargando la propria sfera ai gradi inferiori e acquisendo così un vero potere sovrano.

#### Evoluzione verso la sovranità dei Re di Francia e Inghilterra

##### Ingerenza
L'evoluzione verso la sovranità passava quindi per l'espansione di un diritto di immistione nei rapporti sottostanti, che portava con sé il superamento della dimensione ristretta e frammentata dell'organizzazione gerarchica feudale. A questo proposito, i Capetingi seppero far buon uso della già citata competenza decisoria in appello, che essi utilizzarono come strumento per affermare la loro intrusiva ingerenza sulle questioni dei loro vassalli, come fu fatto ad esempio nei confronti degli atti posti in essere dai Plantageneti o dai conti di Fiandra.

##### Coscrizione di massa: l'arrière-ban

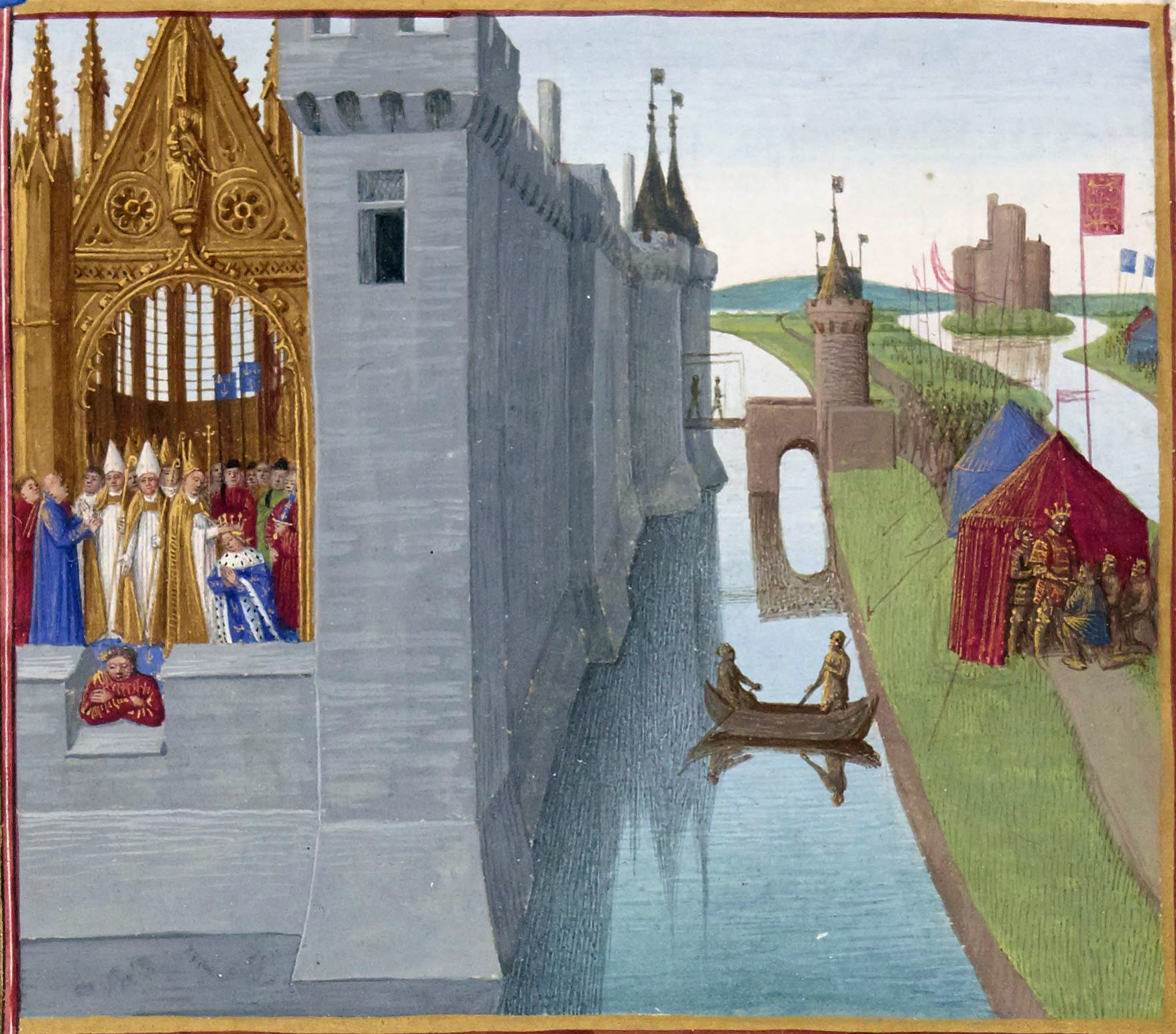
L'incoronazione di Luigi VI il Grosso.

Un altro esempio di espansione dell'egemonia oltre l'angusta dimensione del diretto rapporto tra suzerain e vassallo fu, per i sovrani di Francia e i re d'Inghilterra, l'imposizione della levata alle armi ai feudatari, alla quale essi erano tenuti a rispondere in misura proporzionale all'importanza del feudo. Questa necessità portò però all'esigenza indiretta di estendere la chiamata alle armi anche ai valvassori, secondo un istituto, l'arrière-ban, che aprì la strada all'affermazione di un principio di levata generale alle armi, direttamente in favore del suzerain: si stabiliva in questo modo un rapporto diretto e impersonale con un'autorità centrale, che andò a costituire un passo fondamentale verso la transizione dal feudalesimo verso nuovi poteri centrali di tipo statale, che andarono formandosi in Europa.

###### La levata in massa di Luigi VI (1024)
Della novità di questo fenomeno erano già consapevoli i contemporanei: nel 1024 Luigi VI di Francia si trovò di fronte l'Imperatore Enrico V, che aveva invaso la contea di Champagne e minacciava l'assalto alle porte di Reims. Il dinasta capetingio gli oppose l'imponente levata in massa di tutti i vassalli, ecclesiastici e laici, in un evento memorabile che determinò la desistenza di Enrico V. Ma quell'episodio, all'epoca, fu anche distintamente percepito come sintomo della genesi di un inedito sentimento di unità nazionale, coagulatosi intorno alla figura del monarca, un evento antesignano della rinascita della categoria politica della sovranità nel mondo feudale.

##### Riaffermazione del privilegio dell'imposizione
Ma all'arrière-ban è collegato anche un altro passo importante per il superamento della frammentarietà e della personalità dei rapporti feudali e in direzione dell'affermazione del concetto impersonale di stato: era infatti concesso, a quei vassalli che non erano in grado di adempiere il servizio feudale, di poter eludere il servizio militare attraverso una sorta di prestazione pecuniaria, lo scudaggio (scutagium); questo ebbe l'effetto di legittimare, in capo all'autorità, il diritto astratto all'imposizione di prestazioni pecuniarie prive di contropartita. Il suzerain poteva inoltre servirsi di queste entrate per assoldare più efficienti truppe mercenarie e, allo stesso momento, compiere un passo ulteriore verso l'emancipazione feudale, attraverso la riaffermazione dell'istituto dell'imposta, la cui esazione, unilaterale e priva di controprestazioni, è infatti una tipica espressione di sovranità di un sistema statale.

## Politica e diritto internazionale

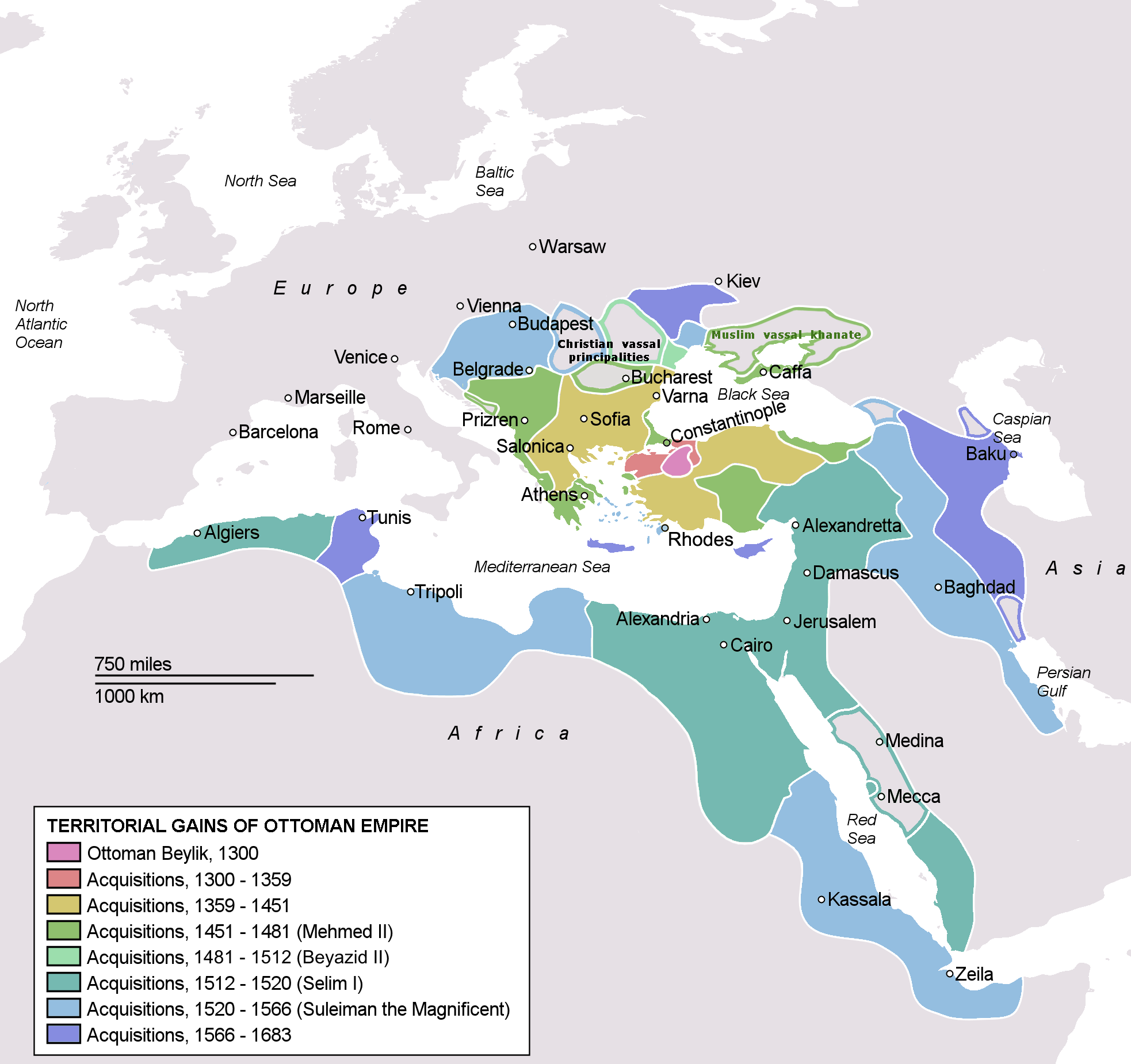
Evoluzione dell'impero ottomano: per l'ingresso nella sua orbita di alcune aree è stato usato il termine di suzerainity.

Nella terminologia della politica internazionale, nel diritto pubblico interno e nel diritto delle nazioni, il termine viene usato nel contesto di relazioni inter-statali in cui uno «stato dominante controlla i rapporti internazionali di uno stato vassallo, permettendogli l'esercizio della sovranità sulle questioni interne». Anche questa forma di egemonia (vassallaggio) non si spinge fino alla sovranità di uno soggetto su un altro, in quanto lo stato tributario (vassallo) conserva comunque una seppur ridotta sfera di autonomia. Il rapporto è comunque da tenere totalmente distinto dalla sovranità, uno status necessario a determinare l'indipendenza, ma al quale non può associarsi alcun potere egemonico su un diverso soggetto statale.
In questa accezione, il termine è stato inizialmente utilizzato per definire i rapporti di sudditanza di alcune regioni limitrofe all'impero ottomano, come nel caso dell'egemonia esercitata dalla Turchia nel XIX secolo su alcune province cristiane dell'area balcanica, come la Moldavia, il Principato di Serbia, il Principato di Montenegro e la Valacchia.
Oltre ai rapporti statali dell'impero ottomano, il rapporto di suzeraineté ha rilevanza nei rapporti tra l'Impero britannico e alcuni principati indiani, o in quelli tra la Repubblica Popolare Cinese e il Tibet.
Benché tale rapporto abbia una lunga storia in molti imperi storici, il concetto non è facile da descrivere nei termini del diritto internazionale del XX e XXI secolo, cioè in un'epoca nella quale la sovranità può solo esistere in forma piena, o essere del tutto assente.
Il rapporto di suzeraineté, benché fondato su un atto o patto di diritto interno, assume rilievo anche all'esterno, nei confronti dei soggetti internazionali che vi accordano o meno il loro riconoscimento. Tuttavia l'attuale ordinamento internazionale, in base al principio di autodeterminazione dei popoli, non contempla in alcun modo che tale rapporto possa divenire obbligatorio per il soggetto più debole, anche nel caso in cui una nazione voglia acconsentire per trattato o atto di diritto pubblico interno a limitazioni della propria sovranità, divenendo protettorato di un potere più forte. Questo fa sì che il termine suzeraineté rivesta attualmente un puro interesse storico, essendo divenuto obsoleto da un punto di vista giuridico.